# アエグナ島
アエグナ島（アエグナとう、Aegna）は、バルト海に浮かぶエストニア領の島である。タリン中央にある Kesklinn の一部でもある。毎年の夏には、島からタリンへ小さなフェリーラインが運航する。

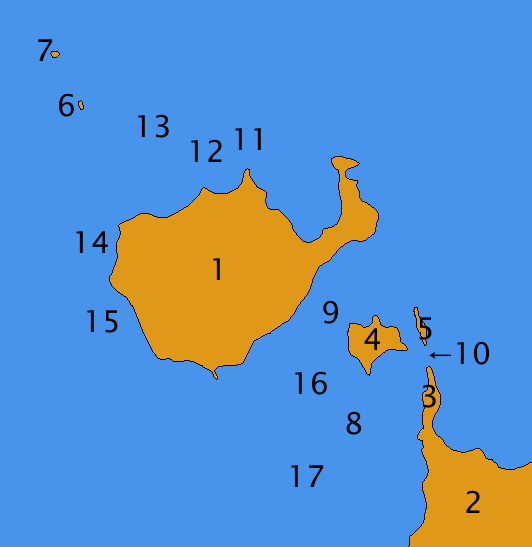
アエグナ島
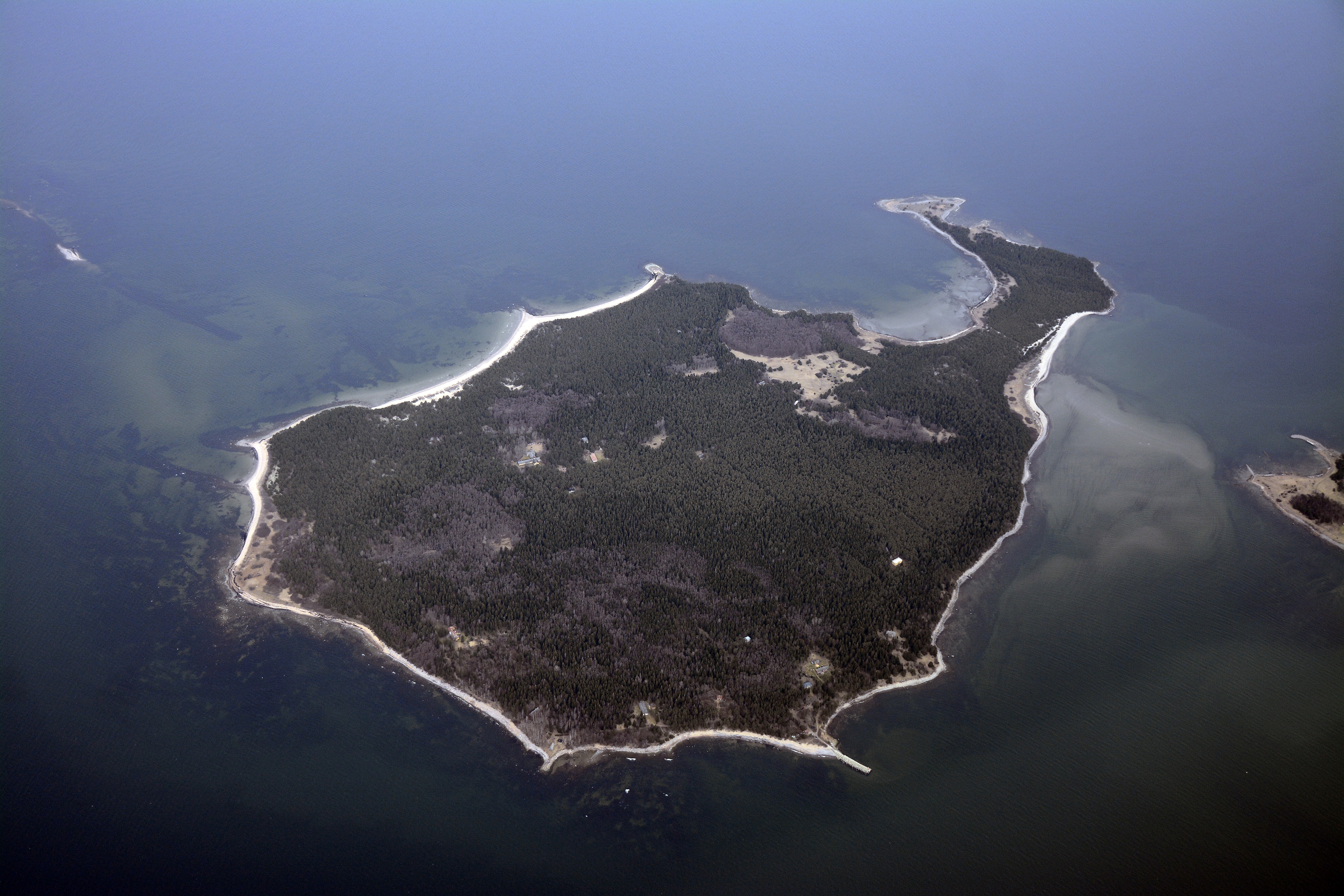
Aegna
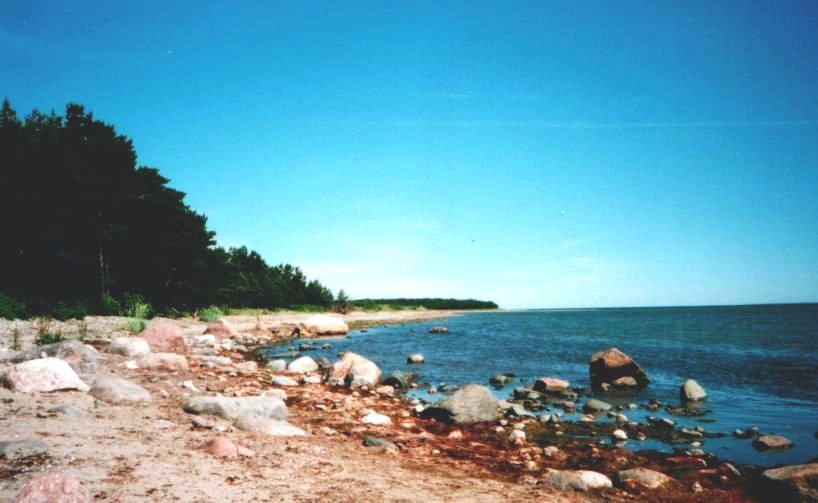
Aegna coast
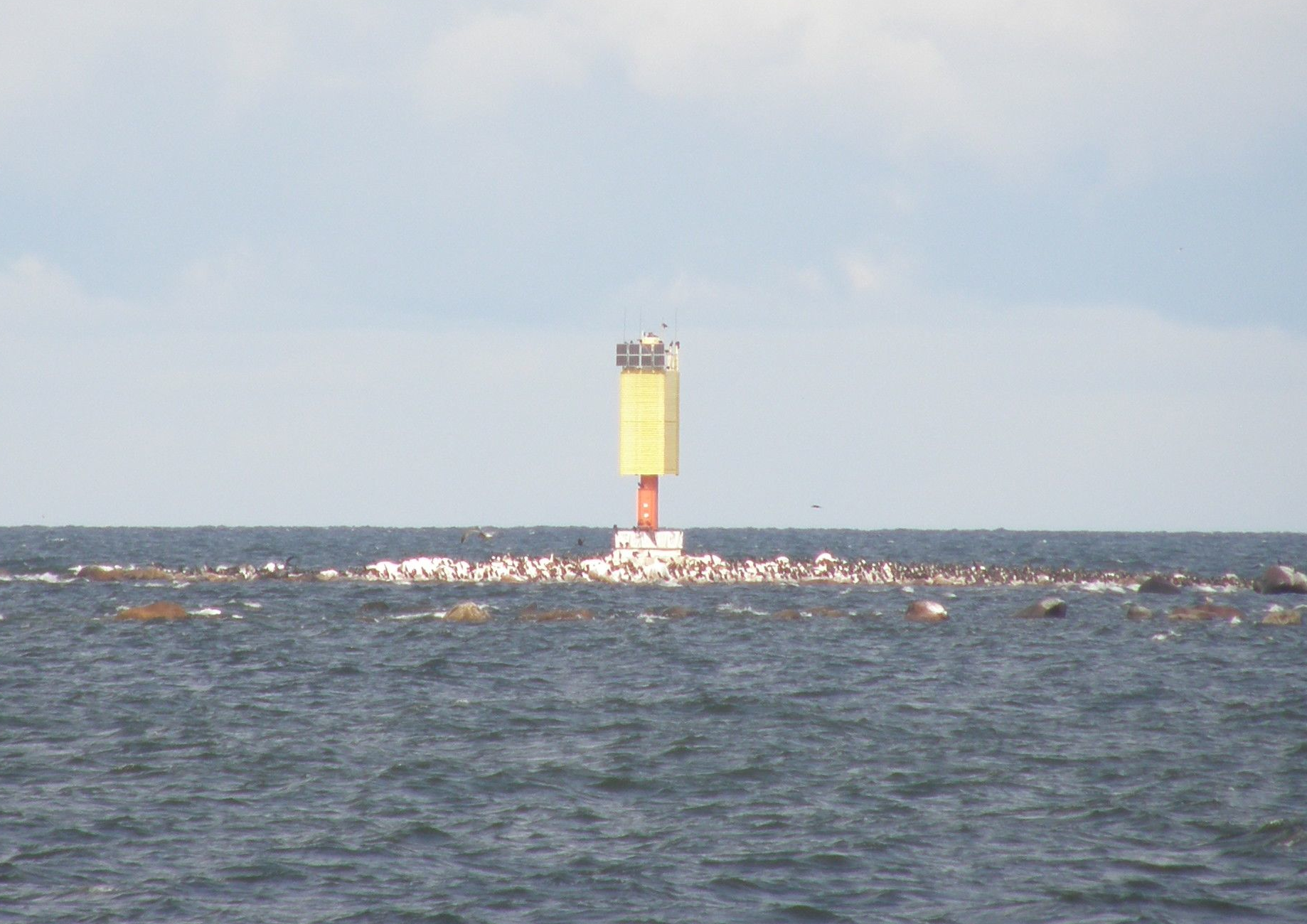
Aegna